# دينتري
دينتري Daintree, Queensland
قرية دينيتري تقع في كوينزلاند الشمالية، تقع 111 كم شمال كيرنز Cairns و56 كيلومترا من بورت دوجلاس Port Douglas، المستوطنة سُميت من قبل ريتشارد دينيتري Richard Daintree في عام 1860 وهو عالم جيولوجيا من أصل بريطاني، في تعداد عام 2006 كان عدد سكان المنطقة 78 فرد.
المصدر: مترجمhttp://en.wikipedia.org/wiki/Daintree,_Queensland